# 弗恩·普尔
弗恩·普尔（英語：Vern Poore），美国音频工程师。他曾获得过1次奥斯卡最佳音响效果奖，并4次获得提名。他自1975至1996年间参与过60多部电影的制作。

## 精选影视作品
普尔获得过1次奥斯卡奖，并获得过4次提名。
获奖
- 爵士乐手（英语：Bird (1988 film)） (1988)[2]

提名
- 鹰狼传奇 (1985)[3]
- 偷心俏佳人（英语：Heartbreak Ridge） (1986)[4]
- 致命武器 (1987)[5]
- 不可饶恕 (1992)[6]